# Gitti und Erika
Gitti und Erika bzw. Gitti und Erica sind ein deutsches Gesangsduo auf dem Gebiet des volkstümlichen Schlagers, das seit den 1970er Jahren bekannt ist. Das Duo gab es in zwei unterschiedlichen Besetzungen.

## Erste Besetzung
Die beiden Schwestern Gitti (bürgerlicher Name: Brigitte Goetz, * 17. Januar 1958 in Obernburg am Main) und Erika (bürgerlicher Name: Erika Bruhn geb. Goetz, * 17. Juli 1956 in Obernburg am Main) bekamen schon früh zusammen mit ihrer Schwester Karoline Unterricht in Gitarre und Akkordeon. Die drei Schwestern haben zwei Brüder. Gitti, Erika und Karoline traten zeitweise unter dem Gruppennamen „Flirt“ auf.
Im Mai 1972 wurden die beiden bei dem Rundfunkwettbewerb Wettstreit nach Noten von Dieter Thomas Heck entdeckt und fortan von Christian Bruhn betreut. Im Jahr 1973 bekamen sie bei Polydor einen Plattenvertrag. Ihre ersten Singles waren Deinetwegen – meinetwegen, Glück und Glas, Penny Jodelboy und Morgenstern und Abendglocken. Auf den Plattencovern wurde der Name Erica mit c geschrieben. 1976 heiratete Erika Goetz Christian Bruhn.
1977 besuchten Gitti und Erika als Nachwuchstalente eine Talentshow in Augsburg mit Dieter Thomas Heck und führte sie wieder zum Produzenten Christian Bruhn. Mit dem Titellied zur Fernsehserie Heidi kam 1977 der Durchbruch. Das Lied verkaufte sich als Single mehr als fünfhunderttausend Mal. Mit weltweit fast 40 Millionen verkauften Exemplaren ist es ein Evergreen der deutschen Unterhaltungsmusik.
Weitere Titel folgten, meist auf dem Gebiet der volkstümlichen Musik. 1979 erhielten sie die Hermann-Löns-Medaille. Es folgten gemeinsame Aufnahmen mit Karel Gott, Rex Gildo, Andy Borg und Sepp Viellechner. Später bat Erika ihre Schwester Gitti, sich nach einer anderen Gesangspartnerin umzusehen. Nach der Trennung von der neuen Partnerin Janine 1991 tritt das Duo wieder in der Originalbesetzung auf. Im September 2006 erschien ihr neues Album Liebe auf Zeit. Texte und Musik stammen von Erika Bruhn. Am 31. Januar 2011 wurde das Album Wolkenlose Gefühle veröffentlicht, mit dem Gitti und Erika ihr 40-jähriges Bühnenjubiläum feierten.

## Zweite Besetzung
Gitti lernte 1989 über den Komponisten Walter Geiger (La Pastorella) die Berliner Sängerin und Schauspielerin Janine Olsen (* 21. Juni 1958 in Berlin) kennen. Beide verstanden sich gut und so wurde Janine die neue „Erika“ (diesmal mit k geschrieben). Mit ihrem ersten gemeinsamen Titel Solang noch rote Rosen blühn traten sie unter anderem in der Volkstümlichen Hitparade und der Superhitparade der Volksmusik 1990 im ZDF auf.
Seit ihrer Trennung Ende 1991 treten Gitti und Erika wieder in der Originalbesetzung auf. 1995 nahmen die beiden am Grand Prix der Volksmusik teil, aber ihr Titel Einsamer Abend am Strande kam nicht unter die ersten fünf.

## Solistische Tätigkeit
Heute lebt Gitti im Odenwald, Erika in Bad Aibling, Oberbayern. Gitti ist seit ihrer Erkrankung an Multipler Sklerose heute stark in der Prävention engagiert. Gitti Goetz ist auch solistisch bei volkstümlichen Funk-, Fernseh- und Live-Auftritten zu sehen und zu hören. Heute schreibt sie ihre Lieder und Texte sowie die Arrangements meist selbst. Sie veröffentlichte im Frühjahr 2006 das Album Es ist nie zu spät.
Auch Erika Bruhn war solistisch tätig. Sie trat zwischen 1985 und 1987 unter dem Künstlernamen Lady Lily auf. Allerdings variierte die Schreibweise, was Irritationen auslöste. Die Tonträger (7″-Vinyl-Singles, 12″-Maxi-Singles, LPs, Maxi-CDs und CDs) wurden unter der Schreibweise „Lady Lily“ veröffentlicht; im Nachspann der Serie Alice im Wunderland hieß sie „Lady Lilli“, und in Presse-Berichten zu der Zeit wurde sie „Lady Lilly“ geschrieben. 1987 veröffentlichte sie unter dem abgewandelten Künstlernamen Lady L. Brown die Maxi-Single Boogie Woogie Baby. Die größte Popularität erreichte sie mit den Titeln Patrik Pacard (Titellied der gleichnamigen ZDF-Weihnachtsserie) und Non è vero (Soundtrack zur Weihnachtsserie Oliver Maass). Auch ist sie die Stimme bei dem von Christian Bruhn komponierten Titellied der japanischen Zeichentrickserie Captain Future, die im ZDF ausgestrahlt wurde und diversen Werbemelodien (z. B. „Milka, die zarteste Versuchung, seit es Schokolade gibt“).

## Ehrungen
- Goldene Schallplatte für Heidi
- Goldene Schallplatte für Aus Böhmen kommt die Musik
- Platin-Schallplatte für Solang' noch rote Rosen blüh'n
- Hermann-Löns-Medaille für besondere Verdienste um die volkstümliche Musik
- Garden State Center Heritage Festival-Preis

## Diskografie

### Gitti und Erika

#### Alben
- 1976: Sonne im Herzen
- 1977: Heidi
- 1978: Heidi und Peter
- 1979: Profile
- 1980: Zwei Mädchen zum Verlieben
- 1982: Lieder aus Böhmen und Bayern
- 1982: So sind wir
- 1984: Ein Dankeschön an unsre Freunde
- 1985: Mal das Glück für mich
- 1986: Kinder der blauen Berge (mit Sepp Viellechner)
- 1987: Musik kennt keine Grenzen
- 1987: Weihnachten zu Hause
- 1988: Laß mir Liebe da
- 1989: Solang' noch rote Rosen blüh'n
- 1991: Liebe öffnet alle Türen
- 1992: Die Brücke zum Glück (Gitti Goetz)
- 1996: Ich hab' dich lieb
- 1996: Manolito
- 2000: Für immer jung
- 2004: Sehnsucht findet ihren Weg (Gitti Goetz)
- 2006: Liebe auf Zeit
- 2006: Es ist nie zu spät (Gitti Goetz)
- 2011: Wolkenlose Gefühle
- 2015: Gitti & Erika Jubiläumsausgabe 44 Jahre

#### Singles
- 1973: Deinetwegen – Meinetwegen
- 1973: Penny-Jodler
- 1974: Gartenzwerg-Marsch
- 1975: Ein bisschen süß – ein bisschen bitter
- 1975: Mädchen aus dem Odenwald
- 1977: Heidi
- 1978: Heidi und Peter
- 1978: Aus Böhmen kommt die Musik
- 1978: Solange die Kapelle spielt
- 1980: Ciao, Marco, ciao!
- 1981: Die volkstümliche Schlagerparade auf 45
- 1981: Lola Montez
- 1982: Die schöne Polkamusik
- 1982: Ja, ja der Jagertee
- 1982: Kanarische Inseln
- 1983: Hallo Welt
- 1984: Mal das Glück für mich
- 1984: So küssen nur die Jäger
- 1986: Silberhochzeit
- 1987: Blue River Blue
- 1987: Adieu, mein kleiner Gardeoffizier
- 1987: Mama Lucia
- 1988: Angel of Love
- 1989: Addio Angelo
- 1990: Ein fröhliches Herz
- 1991: Ein treuer Husar
- 1991: Liebe öffnet alle Türen
- 1991: Wenn jemand dich liebt
- 1992: Happy Sixties
- 1996: An meinen Mann
- 1996: Manolito
- 1996: Silverstar
- 1997: Bis zu den Sternen
- 1997: Heidi ('97 Remix)
- 1998: Liebe macht uns frei
- 2000: Für immer jung
- 2006: Du bist das Licht
- 2011: Fliege wie ein Adler (nur Promo-CD)

### Lady Lily

#### Alben
- 1986: Same / Real Songs
- 1987: Get Out of My Life
- 1987: Lady Lily
- 1991: Hans im Glück (Christian Bruhn feat. Lady Lily)

#### Singles
- 1984: Alice im Wunderland (Deutsche Version)
- 1984 Alice in Wonderland (Englische Version)
- 1984: Patrik Pacard (Deutsche Version)
- 1984 Patrik Pacard (Englische Version)
- 1984 Patrik Pacard (Englische 12' Version)
- 1985: Non è vero (aus „Oliver Maass“, Dt. Version)
- 1985: Non é vero (aus „Oliver Maass“, Engl. Version)
- 1985: Non é vero (aus „Oliver Maass“, Engl. 12' Version)
- 1985: Oliver Maass (aus „Oliver Maass“, Dt. Version)
- 1985: Oliver Maass (aus „Oliver Maass“, Engl. Version)
- 1985: Oliver Maass (aus „Oliver Maass“, Engl. 12' Version)
- 1985: Blade Runner
- 1985: Blade runner (12' Version)
- 1985: Flamingo, Fly to Santo Domingo
- 1986: Get Out of My Life
- 1986: Get out of my life (12' Version)
- 1986: Cash Machine
- 1986: Cash Machine (12' Version)
- 1987: Boogie Woogie Baby
- 1987: Boogie Woogie Baby (als Lady L. Brown)
- 1991: Morning – Evening (aus „Hans im Glück“)
- 1991: Einfach (als Erika Bruhn)
- 1998: Blue (als Erika Bruhn)
- 1998: Ohne dich (Duet mit Drafi Deutscher) (als Erika Bruhn)
- 1999: Ich möcht noch einmal am Blue Mountain steh’n (als Erika Bruhn)

### Gitti Götz
Alben
- 1992: Die Brücke zum Glück
- 2004: Sehnsucht findet ihren Weg
- 2006: Es ist nie zu spät
- 2017: Anfang ohne Ende

Singles
- 1993: Die Brücke zum Glück
- 1993: Der Rote Wein von Angelo
- 1993: Johnny
- 1993: Stern von Mykonos